# Aufstand der Roten Augenbrauen
Der Aufstand der Roten Augenbrauen (chinesisch 赤眉之亂 / 赤眉之乱, Pinyin Chìméi Zhī Luàn) war eine Bauernrevolte in China, die von 18 bis 27 n. Chr. dauerte. Sie wurde durch zwei Verlagerungen des Gelben Flusses (Huanghe) und die aus den Überschwemmungen resultierende Hungersnot ausgelöst.

## Naturkatastrophe
Zur Zeit von Kaiser Ping und Reichsverweser Wang Mang lebten in Nordchina 44 Millionen Menschen, im Süden nur 13,7 (Zählung: August des Jahres 2 n. Chr.). Bald nach diesem Zensus (im Sommer 3, 4 oder 5) brach eine Naturkatastrophe herein: Der Gelbe Fluss teilte seinen Lauf, ein Teil des Wassers floss nun südlich der Shandong-Halbinsel in den Huai-Fluss. Zusätzlich verlagerte im Jahr 11 der nördliche Arm seine Mündung (bis dahin bei Tianjin) südwärts.
Die Überschwemmungen führten zu einer Hungersnot und zu Epidemien. Alle diese Katastrophen forderten viele Todesopfer. Es kam zu einer Massenauswanderung in den Süden. Schon zur Zeit des Kaisers Han Wudi, zu dessen Regierungszeit das Reich stabil gewesen war, brauchte es 23 Jahre, um einen kleineren Deichbruch zu schließen, und hier konnte der südliche Arm des Huanghe erst am 8. April 70 abgeschnitten werden. (Im Jahr 1194 teilte der Huanghe übrigens erneut seinen Lauf.)

## Aufstandsbeginn bis Tod Wang Mangs
Am schlimmsten war die Situation im von den Wassermassen abgeschnittenen Shandong, wo sich von der Regierung unbemerkt eine schlecht organisierte Armee von Hungernden bildete. Ihr erster Anführer war Fan Chong, der im Jahr 18 binnen Jahresfrist 10.000 Mann hinter sich scharen konnte. Ihm schlossen sich vier weitere Hauptleute an. In diesem Jahr sah sich Kaiser Wang Mang zum Handeln gezwungen, aber die ausgesandte Armee war erfolglos. Im Jahr 22 schickte er erneut eine Armee nach Shandong, die den Fluss im Winter bei niedrigem Wasserstand überquerte. Sie wurde besiegt, ihr General getötet. Damit hatte Wang Mang die östlichen Provinzen verloren.
Die Bauern hatten ihre Stirn zur Unterscheidung von den kaiserlichen Soldaten mit waschechter Farbe (Henna oder Safflor) rot bemalt und erhielten deshalb den Namen Rote Augenbrauen. Ansonsten gab es keine Banner, keine militärischen Eigenarten und keine politischen Programme. Ihre Führer gaben sich einfache Titel. Auch die Disziplin dieser Armee war einfach: Wer jemanden tötete, wurde getötet, wer jemanden verletzte, musste ihn entschädigen. Es gibt auch keinen Hinweis darauf, dass die Roten Augenbrauen eine ideologisch motivierte Sekte waren: Ihr einziges Ziel war es, Auswege aus dem Hunger zu finden.
Schließlich wurde die Armee der Roten Augenbrauen so groß, dass sie sich in drei Abteilungen teilte. Eine davon marschierte im Sommer 22 auf Nanyang (im heutigen Henan) und verbreitete unter den Grundbesitzern dieser Region Schrecken. Liu Yan alias Liu Bosheng, ein Nachkomme des Gründers der Han-Dynastie in 8. Generation, baute nun eine Armee auf, um einerseits Wang Mang, andererseits den Roten Augenbrauen entgegentreten zu können. Dabei stützte er sich auf verbündete Kriegsherren sowie auf andere aufständische Banden.
Liu Bosheng siegte schließlich im Januar oder Februar 23 über die Truppen Wang Mangs, wurde aber nicht zum Kaiser ausgerufen, da seine Verbündeten ihm misstrauten. Stattdessen rief man seinen Cousin Liu Xuan am 7. Juli 23 zum Kaiser einer Han-Dynastie aus. Der neue Kaiser, der sich nun Gengshi nannte, besiegte Wang Mangs Armee erneut, diesmal bei Kunyang. Liu Bosheng ließ er anschließend umbringen. Dann marschierte er auf die Hauptstadt Chang’an, so dass die dortigen Einwohner und Machthaber sich gegen Wang Mang wandten und ihn noch vor dem Eintreffen der Han-Armee töteten. Kurz danach fiel auch die zweite Hauptstadt Luoyang.

## Machtergreifung der Östlichen Han und Aufstandsende
Kaiser Gengshi beging nun drei Fehler:
1. versäumte er es, eine Vereinbarung mit den Roten Augenbrauen zu treffen, deren Armee am Jahresende 23 schon östlich von Luoyang stand. Er empfing zwar die Führer wie Fan Chong und gab ihnen Titel, aber er integrierte sie nicht, womit die Masse der Bauern unzufrieden war.
2. entließ er den jüngeren Bruder Liu Boshengs, Liu Xiu aus seiner Umgebung. Der konnte nun im Norden etwa 13 % der Bevölkerung[1] hinter sich bringen und eine eigene Armee aufstellen.
3. verlegte er die Hauptstadt nach Chang’an und brachte damit seine Anhänger gegen sich auf, die sich in dem Talkessel angesichts der Bedrohung durch die Roten Augenbrauen in der Falle sitzen sahen.

Kaiser Gengshi kontrollierte so nur noch ungefähr ein Viertel der Bevölkerung, es gab sogar Handgemenge im Palast, und seine Anhänger zogen mit ihren Truppen ab. Im Februar oder März 25 setzten die Roten Augenbrauen den Marionettenkaiser Liu Penzi ein, ernannten einige der analphabetischen Anführer zu Ministern und rückten auf Chang’an vor. Der Talkessel erwies sich nun tatsächlich als Falle; Kaiser Gengshi wurde gefangen, abgesetzt und schließlich erwürgt (Oktober 25). Die Stadt wurde geplündert, gebrandschatzt und zerstört. Man zerrte die Leiche der ersten Han-Kaiserin Lü Zhi aus ihrem Grab.
Gleichzeitig mit diesen Ereignissen bestieg der jüngere Bruder Liu Boshengs, Liu Xiu, am 5. August 25 als Kaiser Guangwu der Östlichen Han den Kaiserthron. Er wählte Luoyang zur Hauptstadt und dehnte seinen Machtbereich allmählich aus. In Chang’an hatten die Roten Augenbrauen keinerlei Vorkehrungen getroffen, so dass sie im Winter unter militärischen Rückschlägen, Frost und Schneesturm litten. Bis zum März des Jahres 26 war die Stadt und ihr Umland erschöpft; die Truppen mussten abziehen. Im Oktober 26 kamen sie nach Chang’an zurück und blieben bis Januar 27 dort. Als dann die kaiserliche Armee anrückte, saßen sie, noch dazu geschwächt, in der gleichen Falle wie zuvor Wang Mang und Liu Xuan und ergaben sich Kaiser Guangwu.